# Пољопривредни лист
Пољопривредни лист је часопис о пољопривреди. Период излажења овог часописа је од 2002. године до 2011. године у Београду.

## О часопису
Први број часописа изашао је 5. маја 2002. године у Београду. Часопи је излазио месечно. Часопис излази на 72 стране. У сваком броју налази се рубрика Мали пољопривредни саветник, који садржи стручне и техничке описе као и савете за актуелне пољопривредне делатности. Циљ издавања овог часописа је приближавање савремених трендова у пољопривреди људима који се са тиме баве, али и онима којима је пољопривреда хоби. На крају сваког броја налази се временска прогноза, као и агрометеоролошки подаци.

## Теме
Тематски су чланци распоређени у неколико рубрика, и то су у сваком броју распоређени на истом месту. То су теме из земље и света о пољопривреди, о заштити биља, о цвећарству, ратарству, сточарству, живинарству и ветерини.

## Уредници
Уредница од броја број 1 (2002) све до броја 72 (2009) је била Виолета Маргетић, а од броја 73 (2009) је уредник Небојша Маргетић.

## Штампарија
- Од броја 1 (2002) Динекс, Београд
- Од броја 5 (2002) Портал, Борча
- Од бр. 21 (2004) Политика, Београд
- Од бр. 45 (2006) Ротографика, Суботица
- Од бр. 52 (2006) Модриани, Шимановци
- Од бр. 62 (2008) Политика, Београд
- Од бр.72 (2009) Модрина, Шимановци
- Од бр. 76 (2011) Динекс, Београд.[1]